# Eva Janeva
Eva Janeva (bulgariska: Ева Янева), född 31 juli 1985 i Sofia, Bulgarien, är en volleybollspelare (spiker).
Janeva har spelat med Bulgariens landslag. Under karriären har hon spelat för ett stort antal klubbar och bl.a. blivit nationell mästare i Bulgarien, Frankrike och Ryssland.

## Klubbar
| År        | Klubb                     | Liga, Land                              |
| --------- | ------------------------- | --------------------------------------- |
| 1996-2004 | CSKA Sofia                | Superliga, Bulgarien                    |
| 2004-2005 | VK Lipetsk-Indesit        | Ryska superligan i volleyboll, Ryssland |
| 2005-2010 | RC Cannes                 | Ligue A, Frankrike                      |
| 2010-2011 | Omitjka Omsk              | Ryska superligan i volleyboll, Ryssland |
| 2011-2012 | ZHVK Dinamo Moskva        | Ryska superligan i volleyboll, Ryssland |
| 2012-2013 | JT Marvelous              | V.League Division 1, Japan              |
| 2013-2014 | RC Cannes                 | Ligue A, Frankrike                      |
| 2014-2015 | ZHVK Dinamo Kazan         | Ryska superligan i volleyboll, Ryssland |
| 2015-2015 | CSM București             | Divizia A1, Rumänien                    |
| 2015-2016 | Tianjin                   | Superliga, Kina                         |
| 2016-2016 | İlbank SK                 | Sultanlar Ligi, Turkiet                 |
| 2016-2017 | Sarıyer BSK               | Sultanlar Ligi, Turkiet                 |
| 2017-2018 | Guangdong Evergrande      | Superliga, Kina                         |
| 2018-2019 | VK Slávia EU Bratislava   | Extraliga, Slovakien                    |
| 2019-2019 | Developres SkyRes Rzeszów | Tauron Liga, Polen                      |
| 2019-     | Volero Le Cannet          | Ligue A, Frankrike                      |